# Sint-Agathakapel (Chaineux)

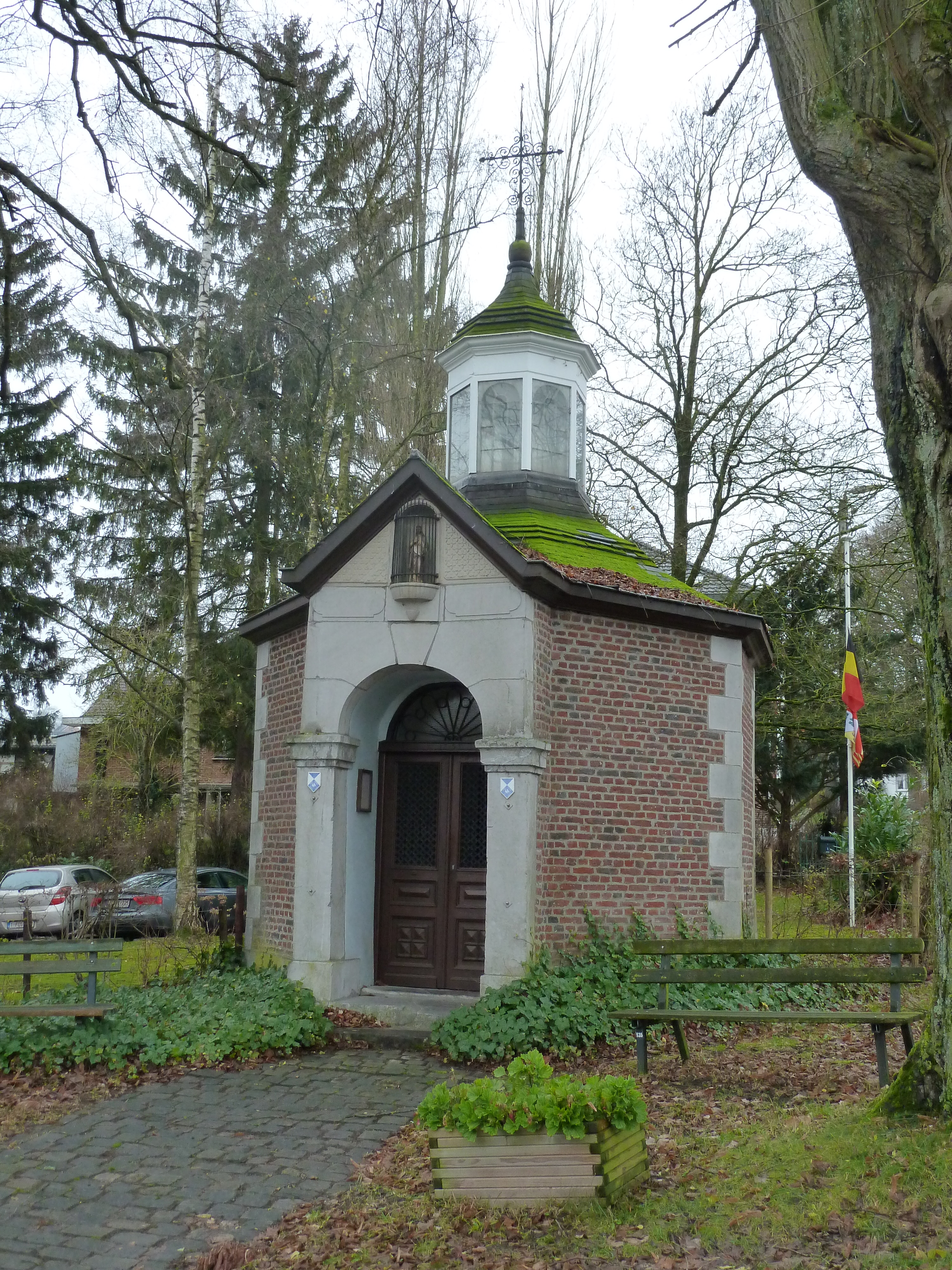
Sint-Agathakapel

De Sint-Agathakapel (Chapelle Sainte-Agathe) is een veldkapel in de tot de Belgische gemeente Herve behorende plaats Chaineux, gelegen aan Haute Chaineux.
Het kapelletje werd gebouwd in 1775 en heeft een achthoekige plattegrond. Mogelijk bestond op deze plek een oudere kapel. Op het dak bevindt zich een lantaarn die eveneens achthoekig is, en ramen bevat waardoor de binnenruimte wordt verlicht. Als bouwmateriaal werd baksteen gebruikt, maar de plint en de hoekbanden zijn van natuursteen. Ook het in classicistische stijl ontworpen toegangsportaal is in natuursteen uitgevoerd.
Van ongeveer 1600 is een ingemetseld grafkruis. Een gepolychromeerd houten beeld van Sint-Agatha is van omstreeks 1805.